# Dubois (Idaho)
Dubois – miasto w Stanach Zjednoczonych, w stanie Idaho, siedziba administracyjna hrabstwa Clark.